# Schin Bet
Schin Bet (שב) ist die Kurzbezeichnung des israelischen Inlandsgeheimdienstes in Tel Aviv, der 1949 errichtet wurde. Schin (ש) und Bet (ב) sind die Anfangsbuchstaben von Scherut Bitachon (deutsch: „Sicherheitsdienst“). Ein weiterer gebräuchlicher Name des Geheimdienstes ist Schabak (שב״כ), ein Akronym für Schabak – Scherut haBitachon haKlaliⓘ (שירות הביטחון הכללי, deutsch: „Allgemeiner Sicherheitsdienst“), die englische Selbstbezeichnung lautet Israeli Security Agency (ISA, deutsch: „Israelische Sicherheitsagentur“). Er zählt neben dem militärischen Nachrichtendienst Aman und dem Auslandsgeheimdienst Mossad zu den israelischen Geheimdiensten. Ein vierter Nachrichtendienst (Lakam) wurde im Jahr 1986 offiziell aufgelöst. Direktor des Schin Bet ist seit Oktober 2021 Ronen Bar.

## Auftrag
Die Aufgaben des Schabak sind:
- Spionageabwehr,
- Terrorismusbekämpfung,
- Nachrichtendienstliche Aufklärung regierungsfeindlicher Organisationen und Personen,
- Personenschutz für wichtige Persönlichkeiten des öffentlichen Lebens,
- Schutz wichtiger Infrastruktur und Regierungsgebäude,
- Bereitstellung nachrichtendienstlicher Informationen für Terrorismusabwehrmaßnahmen der Israelischen Verteidigungsstreitkräfte im Westjordanland und dem Gaza-Streifen,
- Schutz der israelischen Botschaften im Ausland,
- Schutz der staatlichen Fluglinie El Al.

## Organisation
Die Personalstärke des Dienstes wird auf etwa 5000 hauptamtliche Mitarbeiter geschätzt. Es wird aber von einer wesentlich höheren Zahl von inoffiziellen Mitarbeitern (Informanten) ausgegangen.
Der Dienst war unter anderem an der Tötung von Yahya Ayyasch (1996), des Führers der Qassam-Brigaden Salah Shehade (2002) und der versuchten Tötung von Hamas-Mitgründer Ahmad Yasin (2003) beteiligt. Mitte der 1980er-Jahre verhinderte Schin Bet die Sprengung des Felsendoms durch den sogenannten „Jüdischen Untergrund“ (HaMachteret haJehudit).
Am 15. Mai 2005 übernahm Juval Diskin die Leitung des Schin Bet. Sein Vorgänger, Avi Dichter, wurde nach fünfjähriger Tätigkeit mit Lob aus seinem Amt entlassen.
Im November 2003 riefen vier frühere Chefs des Schin Bet, Avraham Schalom, Ja’akov Peri, Karmi Gilon und Ami Ajalon, die israelische Regierung auf, einen Friedensschluss mit den Palästinensern zu erreichen.
Am 28. März 2011 wurde Joram Kohen von Premierminister Benjamin Netanyahu zum Schin-Bet-Direktor berufen, der damit Juval Diskin ablöst. 

## Einsatzgebiete in Zahlen
Der Geheimdienst teilte in seinem Jahresbericht für 2024 mit, dass der Schin Bet in diesem Zeitraum 1040 größere Terroranschläge im Westjordanland und in Jerusalem vereitelt, an Dutzenden von Sonderoperationen im Westjordanland teilgenommen, sowie über 650 Verdächtige aus dem Gazastreifen verhört habe. Im Gazastreifen selbst hätten seine Agenten zur Festnahme von 1350 Palästinensern beigetragen, darunter 40 hochrangigen Kommandeuren, und war an drei Geiselbefreiungsmissionen beteiligt, sowie an mehreren Missionen zur Bergung der Leichen von Gefangenen. Im Libanon war der Schin Bet eigenen Angaben zufolge an der Eliminierung von 25 hochrangigen Kommandeuren palästinensischer Terrorgruppen beteiligt.
In Israel selbst habe der Schin Bet „Hunderte“ von Operationen durchgeführt und dabei 20 Terrorzellen unter arabischen Israelis aufgedeckt, von denen einige Anschläge mit Sprengsätzen oder Autobomben geplant hätten. In Bezug auf die iranische Bedrohung teilte der Schin Bet mit, er habe einen Rekord bei der Zahl der in Spionageangelegenheiten festgenommenen Personen verzeichnet, nämlich einen Anstieg von 400 % im Vergleich zum Jahr 2023. Es seien 13 Fälle vereitelt worden, in denen Israelis angeblich für iranische Elemente spioniert oder andere Aufgaben ausgeführt hätten. Insgesamt seien in diesem Zusammenhang 27 Anklagen erhoben worden. Darüber hinaus habe der Schin Bet „hunderte“ Sicherheitsoperationen in Risikogebieten durchgeführt, darunter die Sicherung israelischer Beamter bei Besuchen im Gazastreifen, im Libanon und in Syrien, sowie den Schutz der israelischen Delegationen bei den Olympischen Spielen in Paris und dem Eurovision Song Contest in Malmö. Die Anzahl der Cyberangriffe auf Israel sei rund fünfmal höher als in den Jahren zuvor gewesen, wobei zusammen mit der Polizei und dem National Cyber Directorate rund 700 Cyberangriffe vereitelt worden seien.
32 Mal sei das Tequila-Team des Schin Bet entsandt worden, bestehend aus Kämpfern des Geheimdienstes und Mitgliedern der paramilitärischen Eliteeinheit Yamam, um drohende Terroranschläge zu vereiteln.

## Terrorangriff der Hamas auf Israel 2023
Der Schin Bet ist für die Überwachung der Palästinenser im Gazastreifen und im Westjordanland verantwortlich, nicht der Auslandsgeheimdienst Mossad. Im März 2025 veröffentlichte der Schin Bet einen Bericht zum Terrorangriff der Hamas auf Israel am 7. Oktober 2023, der zum Schluss kam: „Wenn der Schin Bet anders gehandelt hätte, in den Jahren vor und in der Nacht der Attacke, wäre das Massaker verhindert worden.“ Wichtige Punkte waren:
- Geheimdienstinformationen über Angriffspläne der Hamas waren nicht angemessen behandelt worden
- Die Verantwortung zwischen Schin Bet und der Armee mit Blick auf Kriegswarnungen war nicht klar genug aufgeteilt
- Der Schin Bet hatte sich zu sehr auf die Sperranlage zum Gazastreifen und die Einsatzbereitschaft des Militärs verlassen

Der Bericht kritisierte die politische Führung. Die Regierung Netanyahu hatte maßgeblich Anteil an der Stabilisierung der Hamas-Herrschaft über den Gazastreifen, denn Geldkoffer aus Katar wurden mit Billigung von Ministerpräsident Netanjahu an die Hamas übermittelt. Offiziell waren die Zahlungen von Katar zwar geheim, doch israelische Medien berichteten seit Jahren darüber. Israel wusste, dass Katar die Hamas unterstützte, befürwortete diese Zahlungen und setzte sich sogar bei US-amerikanischen Parlamentariern dafür ein, keine Sanktionen gegen Katar zu verhängen. Die Zahlungen waren Teil einer Reihe von Entscheidungen israelischer Politiker, Militärs und Geheimdienstmitarbeiter, die „alle auf der grundlegend falschen Einschätzung beruhten, dass die Hamas weder an einem groß angelegten Angriff interessiert noch dazu fähig sei“. Bei einem Treffen im September 2023 mit katarischen Beamten wurde der Direktor des Auslandsgeheimdienstes Mossad, David Barnea, die Frage gestellt, ob Israel weiterhin wolle, dass die Zahlungen Katars an die Hamas fortgesetzt werden. Das politische Kalkül der Regierung Netanyahu bestand darin, die Hamas im Gazastreifen als Gegengewicht starkzumachen, um der Palästinensischen Autonomiebehörde im Westjordanland entgegenzuwirken. Netanyahu wollte so eine Zweistaatenlösung verhindern, beide Seiten schwächen und so das palästinensische Lager spalten. Da die Regierung von Netanyahu beschlossen hatte, diese Politik fortzusetzen, bejahte Barnea. Der Mossad ist direkt dem Ministerpräsidenten unterstellt. Die israelische Regierung begrüßte das Geld aus Katar, selbst als das Militär Pläne für den Überraschungsangriff „Operation al-Aqsa-Flut“ erhalten und Analysten unmittelbar hinter der Grenze in Gaza bedeutende Übungen beobachteten, wurden die Zahlungen fortgesetzt. Jahrelang eskortierten monatlich israelische Geheimdienstoffiziere einen katarischen Beamten nach Gaza, wo er Geld aus Koffern voller Millionen Dollar verteilte.
Entgegen aller militärischen Logik wurde die für die Blockade des Gazastreifens zuständige Militär-Einheit „Gaza-Division“ einige Tage vor dem 7. Oktober 2023 ins israelische besetzten Westjordanland zu verlegt, um die dortigen jüdischen Siedlungen zu schützen.
Netanyahu lehnte die Einrichtung einer staatlichen Untersuchungskommission zu den Ereignissen am 7. Oktober 2023 bisher ab (Stand Februar 2025).

## Kritik und Kontroversen
Bis 1987 leugnete die israelische Regierung, dass der Schin Bet und andere staatliche Organe Folter anwendeten. Von 1987 bis 1999 wurden bestimmte Formen von Folter von der Regierung euphemistisch als „mäßiger physischer Druck“ bezeichnet, galten als legal, wurden auch nicht als Verstoß gegen die 1991 ratifizierte UN-Antifolterkonvention angesehen und systematisch angewendet. Im September 1999 erklärte das Oberste Gericht Israels diese Verhörmethoden für illegal. Doch selbst nach 1999 werfen Menschenrechtsorganisationen wie das Public Committee Against Torture in Israel und B’Tselem dem Schin Bet systematische Folter von Gefangenen vor. Die konkreten Fälle würden jedoch von israelischen Gerichten nicht verfolgt, sondern als unbegründet verworfen, oder die Behandlung der Gefangenen wurde gerechtfertigt. Menschenrechtsorganisationen wie das Public Committee Against Torture in Israel warfen dem Schin Bet und der Regierung daher vor, zur Folterpraxis von vor 1999 zurückzukehren.
In der Bundesrepublik Deutschland steht der Schin Bet seit 2009 außerdem in der Kritik, weil seine Agenten bei der Abfertigung von Flügen israelischer Fluggesellschaften auf dem Flughafen Berlin-Schönefeld wiederholt Personenkontrollen vorgenommen haben, die in ihrer Art und Weise nur von deutschen Sicherheitsbehörden im Rahmen der Ausübung hoheitsrechtlicher Befugnisse durchgeführt werden dürfen.
Über die Praktiken des Inlandsgeheimdienstes hat der Filmregisseur Dror Moreh sechs ehemalige Leiter des Geheimdienstes interviewt und aus ihren Aussagen, ergänzt um Archivmaterial, 2012 den Dokumentarfilm Töte zuerst – Der israelische Geheimdienst produziert. Der Film wurde im Januar 2013 für den US-Filmpreis Oscar in der Kategorie „bester Dokumentarfilm“ nominiert. In Israel kam er Anfang 2013 in die Kinos, in Deutschland war er im März desselben Jahres auf arte und im Ersten zu sehen.
Im Jahr 2024 deckte die britische Zeitung The Guardian in Zusammenarbeit mit den israelischen Zeitschriften +972 Magazine und Local Call auf, dass die israelischen Geheimdienste Mossad, Schin Bet und Aman auf Weisung der von Netanjahu geführten israelischen Regierung über neun Jahre hinweg „dazu eingesetzt wurden, hochrangige Mitarbeiter des Internationalen Strafgerichtshofs zu überwachen, zu hacken, unter Druck zu setzen, zu verleumden und angeblich zu bedrohen, um Ermittlungen des Gerichts zu behindern“. Die israelischen Geheimdienste hatten Telefongespräche und andere Arten der Kommunikation mehrerer IStGH-Beamter gezielt abgefangen, darunter der Chefanklägerin Fatou Bensouda und ihres Nachfolgers Karim Khan.

## Direktoren
- Isser Harel (1948–1952)
- Isi Dorot (1952–1953)
- Amos Manor (1953–1963)
- Yosef Harmelin (1964–1974)
- Avraham Ahituv (1974–1981)
- Avraham Schalom (1981–1986)
- Yosef Harmelin (1986–1988)
- Ja’akov Peri (1988–1995)
- Karmi Gilon (1995–1996)
- Ami Ajalon (1996–2000)
- Avi Dichter (2000–2005)
- Juval Diskin (2005–2011)
- Joram Kohen (2011–2016)
- Nadav Argaman (2016–2021)
- Ronen Bar[20] (seit 14. Oktober 2021)